# Postcode Lottery Group
Postcode Lottery Group est une entreprise sociale néerlandaise de portée internationale, détenue à 100 % par une fondation. Le groupe supervise des loteries caritatives dans le monde entier afin de collecter des fonds pour des organisations sociales travaillant dans des domaines tels que la culture, la protection de l'environnement et des animaux, la santé, les droits de l'homme et l'aide au développement. Postcode Lottery Group est considéré comme le troisième plus grand donateur privé au monde, après la Fondation Bill & Melinda Gates et le Wellcome Trust.

## Histoire
En 1983, Boudewijn Poelmann (en) et son épouse Annemiek Hoogenboom fondent Novamedia – désormais connue sous le nom Postcode Lottery Group - société néerlandaise de marketing et de médias créée dans le but de soutenir des organisations sociales.
En 1989, Boudewijn Poelmann s'associe à Frank Leeman, Herman de Jong et Simon Jelsma pour lancer la première loterie caritative nommée Nationale Postcode Loterij (en) au Pays-Bas, dont la mission est de collecter des fonds par la création et la gestion de loteries, considérées comme un moyen permettant de générer des revenus tout en incitant le public à faire des dons aux organisations sociales.
Le concept de Postcode Lottery repose sur l'utilisation des codes postaux pour déterminer les billets gagnants et collecter des fonds pour des œuvres de bienfaisance, le tout sur le principe de l'abonnement. Dans la mesure où un pourcentage du prix du billet est reversé à des organisations sociales, chaque joueur contribue à les soutenir.
La loterie a gagné en popularité aux Pays-Bas et le groupe a fondé d’autres loteries caritatives dans d'autres pays européens, également dans le but de collecter des fonds pour des organisations sociales.
Aujourd'hui, Postcode Lottery Group gère six loteries dans cinq pays . En 2023, le groupe a reversé 904 millions d'euros aux organisations sociales.

### Historique de création des différentes loteries du groupe
Postcode Lottery Group a fondé sa première loterie caritative, Nationale Postcode Loterij, en 1989, aux Pays-Bas. Cette dernière fonctionne sur abonnement et utilise les codes postaux comme numéros de billets. Elle est devenue l'une des plus importantes loteries du pays.
Pour chaque billet vendu, une partie des fonds est reversée à diverses organisations sociales , une partie alimente la cagnotte, et une dernière partie finance les coûts liés à l'organisation .
Suivant le modèle néerlandais, le groupe crée une loterie en Grande-Bretagne (People's Postcode Lottery)  en 2005, puis, la même année, en Suède (Svenska Postkodlotteriet).
En 2016, la branche allemande est fondée (Deutsche Postcode Lotterie) afin de collecter des fonds pour des organisations sociales en Allemagne. Puis, deux ans plus tard, en 2018, en Norvège (Norsk Postkodelotteri).
Ces loteries sont collectivement connues sous le nom Postcode Lottery Group. En 2024, le groupe a annoncé la création d’une fondation au Canada (Canadian Postcode Lottery).

## Principes et modèle de fonctionnement
Le modèle opérationnel du groupe Postcode Lottery est le suivant :
1. Utilisation des codes postaux comme numéros de billets pour déterminer les gagnants. Cette approche valorise des données géographiques publiques plutôt que la sélection au hasard d'un numéro gagnant.
2. Abonnement : les loteries fonctionnent sur un modèle par abonnement. Les joueurs souscrivent à une participation mensuelle continue plutôt que d'acheter des billets individuels à chaque tirage.
3. Réglementation et surveillance : chaque loterie est soumise à une surveillance réglementaire dans les pays où elle opère afin de garantir sa conformité avec les lois et réglementations locales en matière de loterie.
4. Orientation caritative et solidaire[5] : une part importante des revenus de la vente des billets est allouée au soutien d'un large éventail d’organisations sociales, notamment dans les domaines de l'aide sociale, la préservation de l'environnement[14], la santé, les droits de l'homme ou l'éducation.
5. Rapports d'activité : le groupe et chaque loterie nationale fournissent des rapports réguliers sur leur impact, détaillant les fonds collectés et les causes soutenues.
6. Engagement local et communautaire : les loteries s'engagent auprès des communautés locales, non seulement en soutenant des organisations et des projets locaux, mais aussi en organisant des manifestations festives pour distribuer les prix aux gagnants.
7. Jeu responsable : le groupe défend le jeu responsable conformément aux principes d'équité, d'intégrité et de responsabilité sociale.

## Gouvernance
Les organes de gouvernance du groupe supervisent son orientation stratégique et sa gestion financière. Ils sont :
- Le conseil exécutif, responsable du Postcode Lottery Group et de ses sociétés affiliées. Ses membres sont Sigrid van Aken (CEO), Imme Rog (CMO) et Michiel Verboven (CCO).
- Le conseil de surveillance - Novamedia Holding BV -, qui supervise la politique mise en œuvre par le conseil exécutif et la gestion générale de Novamedia et de ses sociétés affiliées. Ses membres sont G.A. Verbeet (président) ; C. van der Pol ; D.E. Sauer ; E.H. Verkoren ; G.J.A.M. van der Vossen et P.A. Zinkweg.
- La Fondation Novamedia qui assure la continuité de la mission de Novamedia et de l'esprit d'entreprenariat social. Ses membres sont P.L.B.A. van Geel (président) ; D.R. de Breij & G.P. Prein.

## Activités
Depuis sa création, le Postcode Lottery Group a collecté plus de 13,5 milliards d'euros pour soutenir des milliers d'initiatives sociales au niveau local, national et international. Selon l'agence Associated Press, en 2023, le groupe figurait parmi les plus grands donateurs privés sur les questions relatives à l'Ukraine, contribuant à hauteur de 155,2 millions d'euros (165,9 millions de dollars) à des organisations humanitaires et de défense des droits de l'homme opérant en Ukraine ou aidant les réfugiés. La branche néerlandaise a reversé 100,6 millions d'euros (113,3 millions de dollars) aux organisations concernées.
En 2023, le groupe a collecté 904 millions d'euros (1 milliard de dollars) en faveur des organisations sociales.

## Ambassadeurs
En 2001, Nelson Mandela devient le premier ambassadeur international du Postcode Lottery Group. Depuis, diverses personnalités se sont associées au Postcode Lottery Group, parmi lesquelles : 
- Sarah Brown, fondatrice et présidente de Theirworld
- Bill Clinton, 42e président des États-Unis
- George Clooney, acteur et militant des droits de l'homme
- Johan Cruijff, joueur de football et philanthrope
- Roger Federer, joueur de tennis aux 20 titres du Grand Chelem
- Toni Kroos, vainqueur de la Coupe du monde de football, cinq fois vainqueur de la Ligue des champions de l'UEFA
- Nadia Murad, présidente de l'initiative Nadia pour les survivants de génocides et de violences sexuelles, lauréate du prix Nobel de la paix 2018
- Rafael Nadal, joueur de tennis espagnol ayant remporté 22 titres du Grand Chelem
- Emma Thompson, actrice, écrivaine et activiste
- Desmond Tutu, archevêque du Cap, primat de l'Église anglicane d'Afrique australe, président de la Commission vérité et réconciliation
- Katarina Witt, ancienne professionnelle du patinage artistique et médaillée d'or olympique

## Prix et distinctions
En 2022, le groupe a été reconnu comme « le plus grand pourvoyeur de fonds international dont vous n'avez (probablement) jamais entendu parler » par les Philanthropy Awards (IPPA) d'Inside Philanthropy.